# Croix de Pelouse
La croix de Pelouse est une croix située à Pelouse, en France.

## Description
La croix est en calcaire et se situe vers l'entrée du cimetière. Elle remonte au début du XVIIe siècle. 

## Localisation
La croix est située sur la commune de Pelouse, dans le département français de la Lozère.

## Historique
L'édifice est inscrit au titre des monuments historiques en 1926.